# Валідабад (Марказі)
Валідабад (перс. وليداباد) — село в Ірані, у дегестані Хосров-Бейк, у бахші Міладжерд, шахрестані Коміджан остану Марказі. За даними перепису 2006 року, його населення становило 120 осіб, що проживали у складі 27 сімей.

## Клімат
Середня річна температура становить 12,07 °C, середня максимальна – 31,83 °C, а середня мінімальна – -12,10 °C. Середня річна кількість опадів – 290 мм.
| Клімат поселення                              | Клімат поселення | Клімат поселення | Клімат поселення | Клімат поселення | Клімат поселення | Клімат поселення | Клімат поселення | Клімат поселення | Клімат поселення | Клімат поселення | Клімат поселення | Клімат поселення | Клімат поселення |
| Показник                                      | Січ.             | Лют.             | Бер.             | Квіт.            | Трав.            | Черв.            | Лип.             | Серп.            | Вер.             | Жовт.            | Лист.            | Груд.            |                  |
| Середній максимум, °C                         | 7,60             | 10,35            | 15,67            | 20,70            | 24,80            | 31,62            | 31,83            | 31,00            | 26,48            | 21,27            | 13,84            | 8,35             |                  |
| Середня температура, °C                       | −2,24            | 0,49             | 5,80             | 10,84            | 14,93            | 21,77            | 25,24            | 24,44            | 19,90            | 14,68            | 7,24             | 1,78             |                  |
| Середній мінімум, °C                          | −12,1            | −9,38            | −4,05            | 0,98             | 5,07             | 11,91            | 18,66            | 17,84            | 13,29            | 8,10             | 0,67             | −4,83            |                  |
| Норма опадів, мм                              | 44               | 36               | 49               | 40               | 35               | 7                | 1                | 1                | 1                | 10               | 25               | 41               |                  |
| Середньомісячна швидкість вітру, м/с          | 1.96             | 2.12             | 3.28             | 3.32             | 2.84             | 2.64             | 2.68             | 2.60             | 2.40             | 2.22             | 1.72             | 1.86             |                  |
| Середньомісячна сонячна радіація, кДж/м²·день | 8492             | 11769            | 14321            | 17878            | 22020            | 26835            | 25919            | 23795            | 20521            | 14959            | 10571            | 8392             |                  |
| --------------------------------------------- | ---------------- | ---------------- | ---------------- | ---------------- | ---------------- | ---------------- | ---------------- | ---------------- | ---------------- | ---------------- | ---------------- | ---------------- | ---------------- |
| Джерело:                                      |                  |                  |                  |                  |                  |                  |                  |                  |                  |                  |                  |                  |                  |